# Østerhever
Østerhever (dansk) eller Osterhever (tysk) er en landsby og kommune i det nordlige Tyskland under Kreis Nordfriesland i delstaten Slesvig-Holsten. Byen er beliggende 16 kilometer nordvest for Tønning og 12 kilometer nordøst for Sankt Peter-Ording på halvøen Ejdersted i Nordfrisland. Til kommunen hører også landsbyen Augustkog (på tysk Augustenkoog). Byen skrives på nordfrisisk Uasterheewer. Nabobyer er Vesterhever mod vest, Poppenbøl mod syd og Tetenbøl mod sydøst. Den romanske landsbykirke er fra 1113 og ligger på et værft (varft).
Kommunen samarbejder på administrativt plan med andre kommuner i Ejdersted kommunefællesskab (Amt Eiderstedt).